# Роле (Поморське воєводство)
Роле (пол. Role, нім. Grünwalde (Kreis Rummelsburg)) — село в Польщі, у гміні Мястко Битівського повіту Поморського воєводства.
Населення — 241 особа (2011).
У 1975—1998 роках село належало до Слупського воєводства.

## Демографія
Демографічна структура станом на 31 березня 2011 року:
|          | Загалом | Допрацездатний вік | Працездатний вік | Постпрацездатний вік |
| -------- | ------- | ------------------ | ---------------- | -------------------- |
| Чоловіки | 133     | 31                 | 96               | 6                    |
| Жінки    | 108     | 29                 | 61               | 18                   |
| Разом    | 241     | 60                 | 157              | 24                   |